# Down Incognito (album)
Down Incognito è il secondo album da solista dell'artista statunitense Kip Winger, pubblicato nel 1998.
Il disco consiste principalmente in nuove versioni acustiche di brani provenienti dai primi tre album dei Winger e dal precedente lavoro solista di Kip. Fanno eccezione la traccia d'apertura Another Way, che è un brano inedito, e le conclusive Rainbow in the Rose e Blind Revolution Mad, che sono state registrate dal vivo a Parigi.
L'album è stato pubblicato in Europa con il nome di Made by Hand e in Giappone sotto il titolo Another Way.

## Tracce
1. Another Way – 4:39 (Kip Winger, Noble Kime)
2. Down Incognito – 3:08 (K. Winger, Reb Beach)
3. Under One Condition – 4:11 (K. Winger, Beach)
4. Miles Away – 4:00 (Paul Taylor)
5. Steam – 3:30 (K. Winger, Paul Winger)
6. Headed for a Heartbreak – 3:03 (K. Winger)
7. How Far Will We Go? – 5:02 (K. Winger)
8. Naked Son – 3:56 (K. Winger)
9. Spell I'm Under – 3:54 (K. Winger)
10. Easy Come Easy Go – 2:49 (K. Winger)
11. Daniel – 4:23 (K. Winger)
12. Rainbow in the Rose – 5:15 (K. Winger, Beach)
13. Blind Revolution Mad – 4:49 (K. Winger, Beach)

## Formazione
- Kip Winger – voce, chitarre, basso
- Noble Kime – pianoforte
- Robby Rothschild – percussioni
- Jonathan Arthur – seconda voce in Under One Condition
- Marc Archer – pedal steel guitar
- Andy Timmons – chitarre aggiuntive in Daniel
- Mark Clark – percussioni in Daniel
- David Felberg – violino Daniel
- Willy Sucre – violino in Daniel
- Jonathan Amerding – viola in Daniel

Live in Paris Acoustic Band
- Kip Winger – voce, chitarre
- John Roth – chitarre, cori
- Joe Tucker – basso
- Robbie Rothschild – percussioni